# Шипулина, Инна Владиславовна
И́нна Владисла́вовна Шипу́лина (10 ноября 1962, Киев) — советская гребчиха-байдарочница, выступала за сборную СССР в первой половине 1980-х годов. Трижды серебряная призёрша чемпионатов мира, пятикратная чемпионка всесоюзного первенства, многократная победительница регат республиканского значения. Мастер спорта международного класса.

## Биография
Инна Шипулина родилась 10 ноября 1962 года в Киеве. Активно заниматься греблей начала в раннем детстве, проходила подготовку на местной гребной базе. Первого серьёзного успеха добилась в 1981 году, когда впервые завоевала золотую медаль взрослого всесоюзного первенства — в программе четырёхместных байдарок на дистанции 500 метров. Попав в основной состав советской национальной сборной, побывала на чемпионате мира в английском Ноттингеме, откуда привезла награду серебряного достоинства, выигранную в той же дисциплине.
В 1982 году Шипулина вместе с напарницей Еленой Голубевой стала чемпионкой Советского Союза в полукилометровом зачёте двоек. Благодаря череде удачных выступлений удостоилась права защищать честь страны на мировом первенстве в югославском Белграде — в четвёрках на пятистах метрах вновь была второй. Год спустя выиграла сразу две золотые медали всесоюзного первенства, среди четвёрок на дистанции 500 метров и в эстафете 4 × 500 м. Позже съездила на чемпионат мира в финский город Тампере, где в полукилометровом заезде четырёхместных экипажей в тритий раз подряд вынуждена была довольствоваться серебром. Последнего сколько-нибудь значимого результата добилась в 1985 году, когда в третий раз выиграла заезды четвёрок на пятьсот метров, став, таким образом, пятикратной чемпионкой национального первенства.
Вскоре после этих соревнований Инна Шипулина приняла решение завершить карьеру спортсменки. За выдающиеся спортивные достижения удостоена почётного звания «Мастер спорта СССР международного класса».